# ذي جيش (حزم العدين)

تعديل مصدري - تعديل

ذي جيش محلة تابعة لقرية ذي نشمة، التابعة لعزلة بني سليمان بمديرية حزم العدين إحدى مديريات محافظة إب في الجمهورية اليمنية، بلغ تعداد سكانها 164 حسب تعداد اليمن لعام 2004.